# Саверецька сільська рада
Саверецька сільська рада — колишня адміністративно-територіальна одиниця та орган місцевого самоврядування у Попільнянському районі Білоцерківської округи, Київської й Житомирської областей Української РСР та України з адміністративним центром у с. Саверці.

## Населені пункти
Сільській раді підпорядковані населені пункти:
- с. Саверці
- с. Піски

## Населення
Відповідно до результатів перепису населення СРСР, кількість населення ради станом на 12 січня 1989 року становила 920 осіб.
Станом на 5 грудня 2001 року, відповідно до перепису населення України, кількість мешканців сільської ради становила 786 осіб.

## Склад ради
Рада складалася з 12 депутатів та голови.

### Керівний склад сільської ради
| ПІБ                   | Основні відомості                                                 | Дата обрання | Дата звільнення |
| --------------------- | ----------------------------------------------------------------- | ------------ | --------------- |
| Бойчук Надія Павлівна | Сільський голова, 1955 року народження, освіта, позапартійна      | 26.03.2006   | 31.10.2010      |
| Бойчук Надія Павлівна | Сільський голова, 1955 року народження, освіта вища, позапартійна | 31.10.2010   |                 |

Примітка: таблиця складена за даними джерела

## Історія
Створена у 1923 році в складі с. Саверці та хутора Піски Романівської волості Сквирського повіту Київської губернії. 7 березня 1923 року увійшла до складу новоутвореного Попільнянського району Білоцерківської округи.
Станом на 1 вересня 1946 року сільська рада входила до складу Попільнянського району Житомирської області, на обліку в раді перебували с. Саверці та х. Піски.
Станом на 1 січня 1972 року сільська рада входила до складу Попільнянського району Житомирської області, на обліку в раді перебували села Саверці та Піски.
Ліквідована 29 грудня 2016 року. Територію та населені пункти ради включено до складу новоутвореної Попільнянської селищної територіальної громади Попільнянського району Житомирської області.